# Benedetto Accolti, o Jovem
Benedetto Accolti (Florença, 29 de outubro de 1497 - Florença, 21 de setembro de 1549) foi um cardeal italiano do século XVII.

## Primeiros anos
Filho de Michele Accolti, patrício de Arezzo e podestà de Montevarchi, e de Lucrezia Alamanni. Ele foi chamado de "il Giovane" e Cardeal de Ravenn. Sobrinho do Cardeal Pietro Accolti (1511).
Estudou na Universidade de Florença (humanidades); e na Universidade de Pisa (filosofia; doutorado em jurisprudência).
Após terminar os estudos, foi para Roma e entrou na Cúria. Protonotário apostólico, 1515. Abreviatore di parco maggiore, 1518.

## Episcopado
Eleito bispo de Cádiz em 24 de julho de 1521; constituído administrador até atingir a idade canônica de 27 anos. Nomeado secretário dos Breves Apostólicos pelo Papa Adriano VI. Transferido para a sé de Cremona em 16 de março de 1523. Secretário do Papa Clemente VII, 1523. Consagrado em 21 de dezembro de 1524, em Roma, por Gian Pietro Carafa, ex-arcebispo de Brindisi, auxiliado por Giacomo Bongalli, bispo de Sutri e Nepi, e por Giovanni Battista Bonciani, bispo de Caserta.

## Cardinalato
Criado cardeal-presbítero no consistório de 3 de maio de 1527; recebeu o barrete vermelho e o título de S. Eusébio em 5 de maio. Promovido à sé metropolitana de Ravena em 17 de agosto de 1524. Administrador da sé de Bovino, de 24 de janeiro de 1530 até 15 de abril de 1535. Camerlengo do Sagrado Colégio dos Cardeais, 1532. Administrador da Sé de Policastro, 6 de fevereiro de 1531 a 5 de julho de 1535. Legado a latere na Marca Anconitana, 8 de julho de 1532. Abade commendatario de S. Bartolomeo nel bosco, Ferrara.
Accolti, o Jovem, participou do conclave de 1534, que elegeu o Papa Paulo III. O papa o removeu de sua legação em 2 de setembro de 1534; ele foi acusado de gastar indevidamente 19.000 ducados na expedição contra os turcos e foi privado do cardinalato; em 27 de agosto de 1534, confessou-se ao cardeal Paolo Cesi; foi preso no Castello Sant'Angelo em 15 de abril de 1535 e em 30 de agosto, o cardeal aceitou as condições impostas pelo papa para se ausentar da Cúria Romana por dois anos e pagar uma grande soma em dinheiro, 59.000 escudos de ouro; nessa mesma data foi restaurado ao cardinalato; alguns dizem que o Cardeal Ippolito de' Medici, parente do Papa Clemente VII, com quem o Cardeal Accolti teve sérias controvérsias, foi o autor da prisão; ele devia sua liberdade em parte aos bons ofícios do cardeal Ercole Gonzaga e do Sacro Imperador Romano Carlos V, que o estimava muito. Embaixador imperial residente em Florença. Escreveu várias obras em latim, impressas em Veneza em 1553; também poesia, incluída na coleção Quinque illustrium Poetarum; e um tratado sobre os direitos do papa sobre o Reino de Nápoles.
O Cardeal Benedetto Accolti, o Jovem, morreu em Florença, de apoplexia, e foi sepultado na igreja de S. Lorenzo.